# Oakland Mall
Oakland Mall es un centro comercial superregional cerrado ubicado en Troy, un suburbio de Detroit, la ciudad más poblada del estado de Míchigan (Estados Unidos). Está ubicado en la esquina noroeste de la intersección de las carreteras 14 Mile y John R., adyacente a la Interestatal 75 (Chrysler Freeway). Tien 116 tiendas, incluido un patio de comidas, además de varias tiendas grandes en la periferia. El centro comercial tiene 139 355 m². Las tiendas ancla son Macy's, J. C. Penney, Dick's Sporting Goods y At Home.

## Historia
La primera tienda que abrió en el sitio del Oakland Mall fue Sears, en 1965. En 1968, Oakland Mall abrió sus puertas, con Hudson's como otra tienda ancla. También se incluyó una SS Kresge. En 1979, una expansión agregó un ala de dos pisos anclada por J. C. Penney.
Borders Books & Music abrió sus puertas en 1999. La tienda, anteriormente una tienda de ropa de Winkleman, fue la primera Borders en estar ubicada en un centro comercial en Míchigan. Los cines se cerraron en 2000 y luego se convirtieron en Steve & Barry's, que a su vez cerró a principios de 2009. Hudson se convirtió en Marshall Field en 2001. En 2004, se propuso que Lord & Taylor se convirtiera en la cuarta tienda por departamentos del centro comercial; sin embargo, ese proyecto no se materializó.

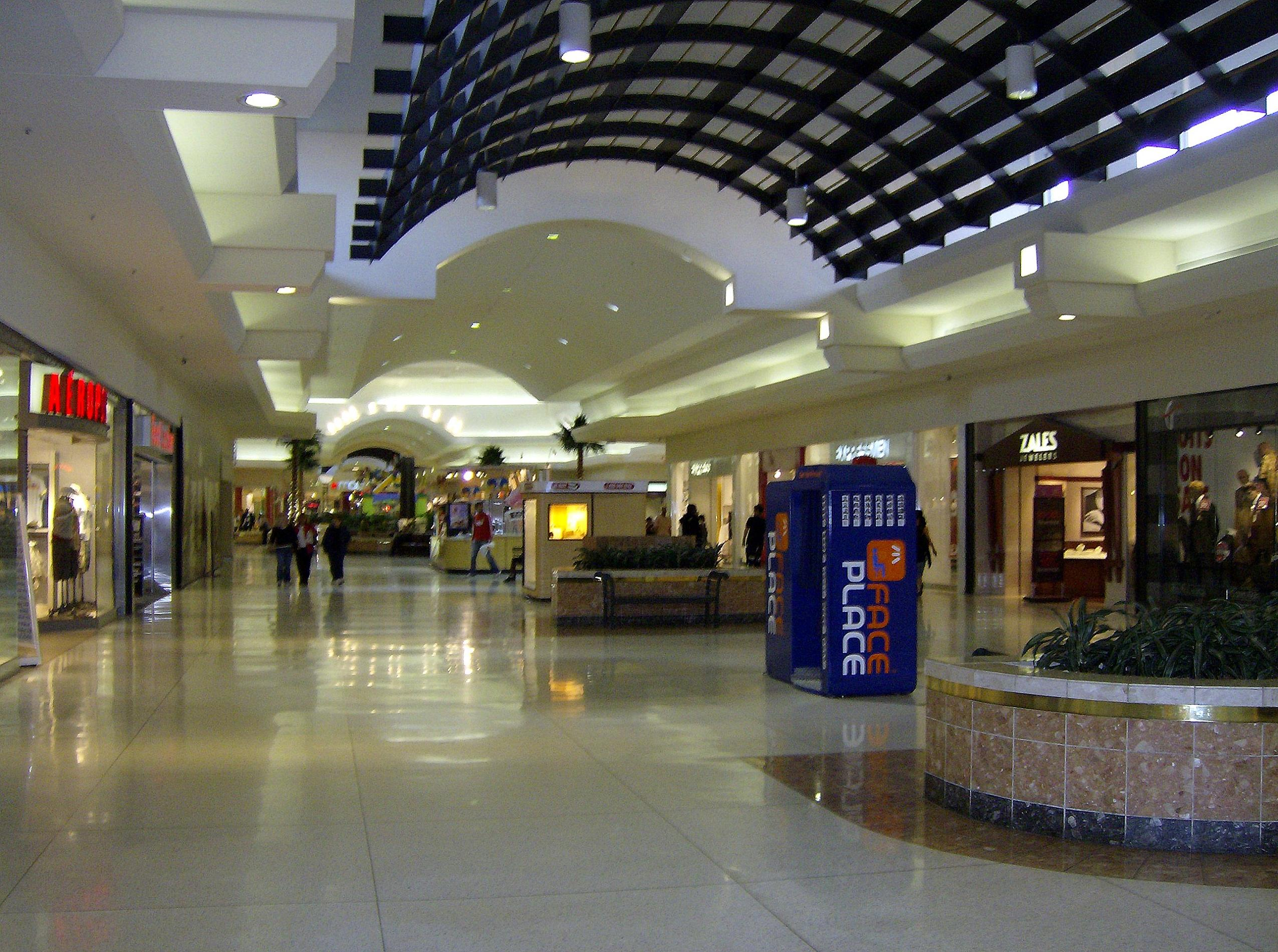
El nivel principal más antiguo del centro comercial.

En septiembre de 2006 Marshall Field's (y otras placas de identificación de May Co.) se convirtió en de Macy's. Borders Books & Music cerró en 2011 debido a la quiebra de la cadena. En 2013, Forever 21 se mudó de su ubicación actual en el ala Sears a la antigua Borders. A finales de 2014, la tienda Gibraltar Furniture and Rug en el antiguo Steve & Barry's cerró. En esta área, se trasladó un nuevo Dick's Sporting Goods del centro comercial al otro lado de la calle al centro comercial, que se inauguró en el otoño de 2015. H&M abrió una tienda de 1858 m² en el ala de Macy's. Field & Stream abrió al noroeste de J. C. Penney en marzo de 2015. En 2016, CBRE se hizo cargo del centro comercial.
En 2015, Sears Holdings convirtió 235 de sus propiedades, incluido Sears en Oakland Mall, en Seritage Growth Properties. En 2017, en un esfuerzo similar a Sears de Macomb Mall, Oakland Mall dividió una sección de su Sears para convertirse en At Home. El 28 de junio de 2018, Sears anunció que su ubicación en Oakland Mall se cerraría como parte de un plan para cerrar 78 tiendas en todo el país. La tienda cerró el 2 de septiembre de 2018. El centro de automóviles se convirtió en un DieHard.
En octubre de 2019, Dick's Sporting Goods vendió Field & Stream a Sportsman's Warehouse. En 2020, Oakland Mall fue adquirido por CenterCal Properties.